# Galina Voskoboeva
Galina Olegovna Voskoboeva (in russo Галина Олеговна Воскобоева?; Mosca, 18 dicembre 1984) è una tennista russa naturalizzata kazaka.

## Biografia
Nata in Russia iniziò a praticare il tennis all'età di sei anni, spinta dalla madre, studiò all'University RUPF in Mosca.
Nel 2005 giunse in finale al doppio del Tashkent Open 2005, dove perse contro Maria Elena Camerin e Émilie Loit, la sua compagna era Anastasija Rodionova.  L'anno seguente, venne sconfitta nella finale alla Kremlin Cup 2006 insieme a Iveta Benešová perdendo da Francesca Schiavone e Květa Peschke. Perse un'altra finale due anni dopo, nel 2007, al doppio gold coast del Brisbane International dove in coppia con Iveta Benešová perse contro Dinara Safina e Katarina Srebotnik.
All'Australian Open 2009 - Singolare femminile si ritirò una volta giunta al terzo turno, la sua avversaria nell'occasione era Nadia Petrova.
È stata la grande sorpresa della Rogers Cup 2011 dove giunta dalle qualificazioni arrivò ai quarti di finale eliminando nell'ordine la francese Marion Bartoli, l'italiana Flavia Pennetta e la forte russa Marija Šarapova, prima di essere eliminata dalla bielorussa Viktoryja Azaranka con lo score di 2-6 1-6.
Sempre nel 2011, giunse alla sua prima finale in singolare all'Hansol Korea Open a Seul, dove venne sconfitta in finale dalla spagnola María José Martínez Sánchez con il punteggio di 6(0)–7, 6(2)–7.
Dopo un'assenza di due anni, ritorna a giocare esclusivamente nel doppio durante l'estate del 2021 partecipando ai toreni nordamericani, e successivamente si è ritirata al termine degli US Open 2021. Tuttavia, compie un ritorno nelle competizioni nel luglio 2025 sempre nel doppio.

## Statistiche

### Singolare

#### Sconfitte (1)
| Legenda               |
| --------------------- |
| Grande Slam (0)       |
| Argenti Olimpici (0)  |
| WTA Finals (0)        |
| Premier Mandatory (0) |
| Premier 5 (0)         |
| Premier (0)           |
| International (1)     |

| N. | Data              | Torneo           | Superficie | Avversaria in finale        | Punteggio      |
| 1. | 19 settembre 2011 | Korea Open, Seul | Cemento    | María José Martínez Sánchez | 6(0)-7, 6(2)-7 |

### Doppio

#### Vittorie (5)
| Legenda               |
| --------------------- |
| Grande Slam (0)       |
| Ori Olimpici (0)      |
| WTA Finals (0)        |
| Premier Mandatory (0) |
| Premier 5 (0)         |
| Premier (1)           |
| International (4)     |

| N. | Data             | Torneo                              | Superficie  | Compagna            | Avversarie in finale                  | Punteggio        |
| 1. | 6 marzo 2011     | Malaysian Open, Kuala Lumpur        | Cemento     | Dinara Safina       | Noppawan Lertcheewakarn Jessica Moore | 7–5, 2–6, [10–5] |
| 2. | 30 aprile 2011   | Estoril Open, Estoril               | Terra rossa | Alisa Klejbanova    | Michaëlla Krajicek Eléni Daniilídou   | 6-4, 6-2         |
| 3. | 21 maggio 2011   | Brussels Open, Bruxelles            | Terra rossa | Andrea Hlaváčková   | Klaudia Jans Alicja Rosolska          | 3-6, 6-0, [10-5] |
| 4. | 23 febbraio 2013 | Memphis Open, Memphis               | Cemento (i) | Kristina Mladenovic | Johanna Larsson Sofia Arvidsson       | 7-6(5), 6-3      |
| 5. | 1º marzo 2014    | Abierto Mexicano de Tenis, Acapulco | Cemento     | Kristina Mladenovic | Petra Cetkovská Iveta Melzer          | 6-3, 2-6, [10-5] |

#### Sconfitte (13)
| Legenda: Prima del 2009 | Legenda: Dal 2009     |
| ----------------------- | --------------------- |
| Grande Slam (0)         |                       |
| Argenti Olimpici (0)    |                       |
| WTA Finals (0)          |                       |
| Tier I (1)              | Premier Mandatory (0) |
| Tier II (0)             | Premier 5 (0)         |
| Tier III (1)            | Premier (2)           |
| Tier IV (1)             | International (8)     |
| Tier V (0)              | International (8)     |

| N.  | Data              | Torneo                                   | Superficie    | Compagna             | Avversarie in finale                  | Punteggio           |
| 1.  | 9 ottobre 2005    | Tashkent Open, Tashkent                  | Cemento       | Anastasija Rodionova | Maria Elena Camerin Émilie Loit       | 3-6, 0-6            |
| 2.  | 15 ottobre 2006   | Kremlin Cup, Mosca                       | Sintetico (i) | Iveta Benešová       | Francesca Schiavone Květa Peschke     | 4-6, 7-6(4), 1-6    |
| 3.  | 6 gennaio 2007    | Australian Women's Hardcourt, Gold Coast | Cemento       | Iveta Benešová       | Dinara Safina Katarina Srebotnik      | 3-6, 4-6            |
| 4.  | 23 luglio 2011    | Baku Cup, Baku                           | Cemento       | Monica Niculescu     | Marija Korytceva Tat'jana Puček       | 3-6, 6-2, [8-10]    |
| 5.  | 25 settembre 2011 | Korea Open, Seul                         | Cemento       | Vera Duševina        | Natalie Grandin Vladimíra Uhlířová    | 6(5)–7, 4-6         |
| 6.  | 22 ottobre 2011   | Kremlin Cup, Mosca                       | Cemento (i)   | Anastasija Rodionova | Vania King Jaroslava Švedova          | 6(3)–7, 3-6         |
| 7.  | 5 maggio 2012     | Estoril Open, Estoril                    | Terra rossa   | Jaroslava Švedova    | Chuang Chia-jung Zhang Shuai          | 6-4, 1-6, [9-11]    |
| 8.  | 22 settembre 2013 | Guangzhou Open, Canton                   | Cemento       | Vania King           | Hsieh Su-wei Peng Shuai               | 3-6, 6-4, [10-12]   |
| 9.  | 4 gennaio 2014    | Brisbane International, Brisbane         | Cemento       | Kristina Mladenovic  | Anastasija Rodionova Alla Kudrjavceva | 3-6, 1-6            |
| 10. | 26 febbraio 2017  | Hungarian Ladies Open, Budapest          | Cemento (i)   | Arina Rodionova      | Hsieh Su-wei Oksana Kalašnikova       | 3-6, 6-4, [4-10]    |
| 11. | 29 luglio 2018    | Moscow River Cup, Mosca                  | Terra rossa   | Aleksandra Panova    | Anastasija Potapova Vera Zvonarëva    | 0-6, 3-6            |
| 12. | 14 aprile 2019    | Ladies Open Lugano, Lugano               | Terra rossa   | Veronika Kudermetova | Sorana Cîrstea Andreea Mitu           | 6-1, 2-6, [8-10]    |
| 13. | 28 luglio 2019    | Baltic Open, Jūrmala                     | Terra rossa   | Jeļena Ostapenko     | Sharon Fichman Nina Stojanović        | 6-2, 6(1)-7, [6-10] |

## Circuito WTA 125

### Doppio

#### Vittorie (1)
| N. | Data             | Torneo                         | Superficie  | Compagna             | Avversarie in finale            | Punteggio |
| 1. | 11 novembre 2018 | Engie Open de Limoges, Limoges | Cemento (i) | Veronika Kudermetova | Timea Bacsinszky Vera Zvonarëva | 7-5, 6-4  |

## Risultati in progressione
| Sigla | Risultato               |
| ----- | ----------------------- |
| V     | Vincitore               |
| F     | Finalista               |
| SF    | Semifinalista           |
| O     | Oro olimpico            |
| A     | Argento olimpico        |
| SF    | Bronzo olimpico         |
| QF    | Quarti di Finale        |
| 4T    | Quarto turno            |
| 3T    | Terzo turno             |
| 2T    | Secondo turno           |
| 1T    | Primo turno             |
| RR    | Round Robin             |
| LQ    | Turno di qualificazione |
| A     | Assente                 |
| ND    | Non disputato           |

| Legenda superfici    |
| -------------------- |
| Cemento              |
| Terra battuta        |
| Erba                 |
| Superficie variabile |

### Singolare nei tornei del Grande Slam
| Torneo          | 2004 | 2005 | 2006 | 2007 | 2008 | 2009 | 2010 | 2011 | 2012 | 2013 | 2014 | 2015 | 2016 | 2017 |
| --------------- | ---- | ---- | ---- | ---- | ---- | ---- | ---- | ---- | ---- | ---- | ---- | ---- | ---- | ---- |
| Australian Open | A    | A    | 2T   | 1T   | A    | 3T   | 1T   | A    | 3T   | 1T   | 2T   | A    | A    | 1T   |
| Open di Francia | A    | A    | 1T   | A    | 2T   | 2T   | A    | A    | 1T   | 2T   | A    | A    | 1T   |      |
| Wimbledon       | A    | A    | A    | A    | 1T   | 1T   | A    | A    | 2T   | 1T   | A    | A    | A    |      |
| US Open         | A    | A    | 1T   | A    | 1T   | 1T   | A    | 1T   | 2T   | 2T   | A    | A    | A    |      |

### Doppio nei tornei del Grande Slam
| Torneo          | 2004 | 2005 | 2006 | 2007 | 2008 | 2009 | 2010 | 2011 | 2012 | 2013 | 2014 | 2015 | 2016 | 2017 |
| --------------- | ---- | ---- | ---- | ---- | ---- | ---- | ---- | ---- | ---- | ---- | ---- | ---- | ---- | ---- |
| Australian Open | A    | 1T   | 1T   | QF   | 3T   | 3T   | 2T   | A    | 2T   | 2T   | 2T   | A    | A    | 2T   |
| Open di Francia | A    | 2T   | 1T   | 1T   | QF   | 1T   | 1T   | 2T   | 2T   | QF   | A    | A    | 1T   |      |
| Wimbledon       | A    | 1T   | 2T   | 1T   | 1T   | 2T   | A    | 2T   | 3T   | 2T   | A    | A    | A    |      |
| US Open         | 2T   | 1T   | 3T   | 2T   | 2T   | 1T   | A    | 3T   | 2T   | 3T   | A    | A    | A    |      |

### Doppio misto nei tornei del Grande Slam
| Torneo          | 2004 | 2005 | 2006 | 2007 | 2008 | 2009 | 2010 | 2011 | 2012 | 2013 | 2014 | 2015 | 2016 | 2017 |
| --------------- | ---- | ---- | ---- | ---- | ---- | ---- | ---- | ---- | ---- | ---- | ---- | ---- | ---- | ---- |
| Australian Open | A    | A    | A    | A    | 2T   | 1T   | A    | A    | 1T   | A    | A    | A    | A    | A    |
| Open di Francia | A    | A    | A    | A    | A    | A    | A    | A    | SF   | 1T   | A    | A    | 2T   |      |
| Wimbledon       | A    | A    | A    | A    | A    | 2T   | A    | A    | 2T   | 1T   | A    | A    | A    |      |
| US Open         | A    | A    | A    | A    | A    | A    | A    | A    | 2T   | A    | A    | A    | A    |      |

## Vittorie contro giocatrici Top 10
| Stagione | 2011 | Totale |
| Vittorie | 2    | 2      |

| #    | Giocatrice      | Ranking | Evento                 | Superficie | Turno | Punteggio | Rank. GVR |
| ---- | --------------- | ------- | ---------------------- | ---------- | ----- | --------- | --------- |
| 2011 |                 |         |                        |            |       |           |           |
| 1.   | Marion Bartoli  | 9       | Canadian Open, Toronto | Cemento    | 1T    | 6-3, 6-3  | 135       |
| 2.   | Marija Šarapova | 5       | Canadian Open, Toronto | Cemento    | 3T    | 6-3, 7-5  | 135       |